# Iridopsis larvaria
Iridopsis larvaria là một loài bướm đêm trong họ Geometridae.